# Puʻu ʻŌʻō
Puʻu ʻŌʻō is een 698 meter hoge vulkaankegel op de oostelijke riftzone van Kīlaueavulkaan op Hawaï in het Nationaal park Hawaii Volcanoes. De kegel ontstond tijdens de Puʻu- ʻŌʻō-Kūpaianaha-eruptie die op 3 januari 1983 begon.
De naam Puʻu ʻŌʻō wordt vaak vertaald als "heuvel van de ʻŌʻō", een uitgestorven vogel. Volgens een andere overlevering is de naam afgeleid van het Hawaïaanse woord "ʻŌʻō" dat graafstok betekent, waarbij de vulkaangodin Pele met haar magische staf "pāoa" eruptiegangen laat ontstaan. Dit is waarschijnlijk de oorspronkelijke naamgevingswijze.
Tot januari 2010 is 3,5 miljard kubieke meter magma uitgeworpen waarmee een oppervlakte van meer dan 123,2 vierkante kilometer is bedekt. De zuidkust van Kilauea is gegroeid met een oppervlakte van 206 hectare. 212 gebouwen en 13,5 km snelweg werd met een tot 35 meter dikke laag lava begraven. De uitbarsting is door de duur ervan, het uitgeworpen volume, maar ook de aard van het vrijgekomen materiaal met een aandeel van 5,7 tot 10 procent magnesiumoxide een bijzonderheid binnen de twee eeuwen waarover gegevens van de activiteiten van de Kilauea bekend zijn. Op 30 april 2018 stortte de kraterbodem in en verplaatste de vulkanische activiteit  oostwaarts naar Leilani Estates.